# Potop (powieść)
Potop – druga z powieści tworzących Trylogię Henryka Sienkiewicza wydana w 1886 roku (pozostałe części to Ogniem i mieczem i Pan Wołodyjowski), opowiadająca o potopie szwedzkim z lat 1655–1660.
Głównym bohaterem powieści jest młody chorąży orszański Andrzej Kmicic, który przybywa na Laudę, aby zgodnie z testamentem Herakliusza Billewicza poślubić jego wnuczkę Aleksandrę Billewiczównę. W tym też momencie rozpoczyna się powieść. Akcja przedstawia okres z lat 1655–1657.
Powieść była pierwotnie wydana w odcinkach w latach 1884–1886 w dzienniku krakowskim Czas i, z minimalnym opóźnieniem w stosunku do Czasu, także w warszawskim Słowie i Kurierze Poznańskim. Pierwsze wydanie książkowe w 1886 w Warszawie. Część rękopisu powieści przechowywana jest w Ossolineum we Wrocławiu.
Pełny tekst:  Potopu  w Wikiźródłach 

  Pobierz jako: EPUB   • PDF   • MOBI  

## Główni bohaterowie

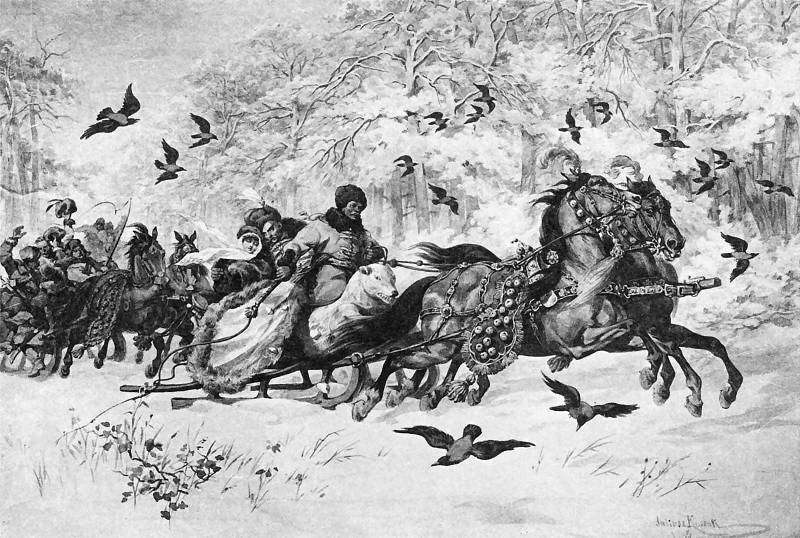
Kmicic z Oleńką na kuligu – obraz Juliusza Kossaka (1885)

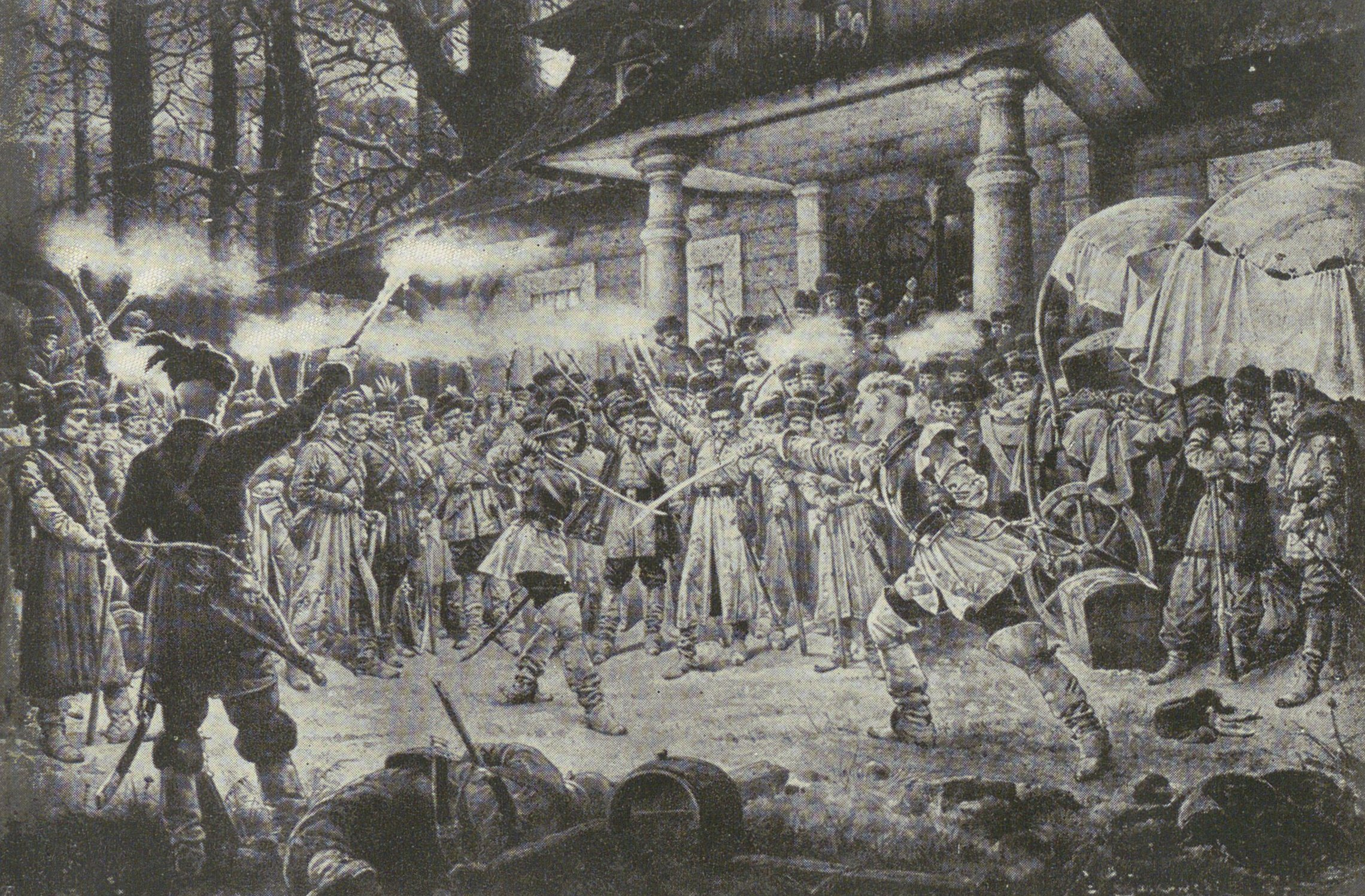
Pojedynek Wołodyjowskiego z Kmicicem (rys. Stanisław Batowski Kaczor)

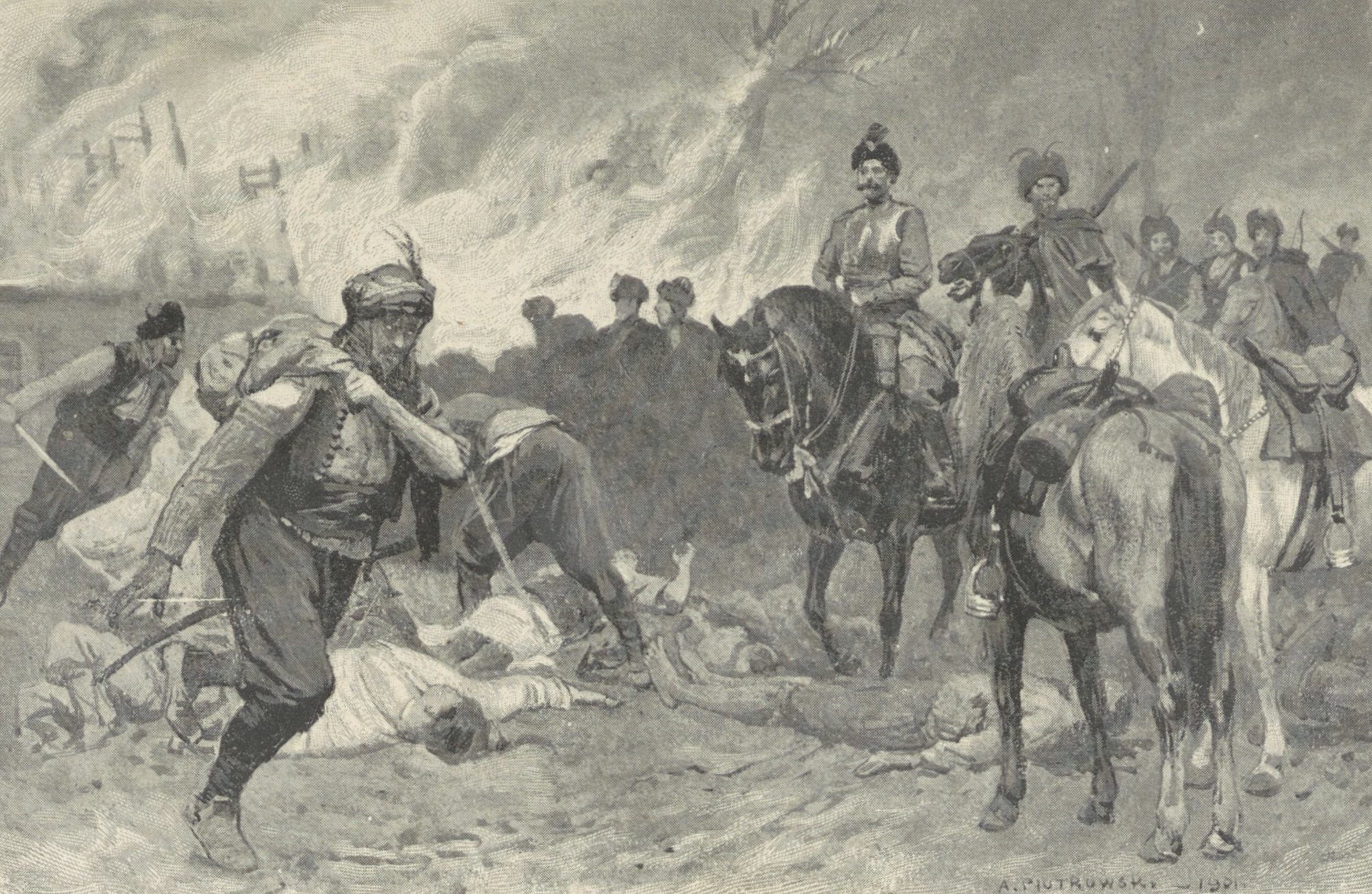
Kmicic z Tatarami (rys. A. Piotrowski, 1901

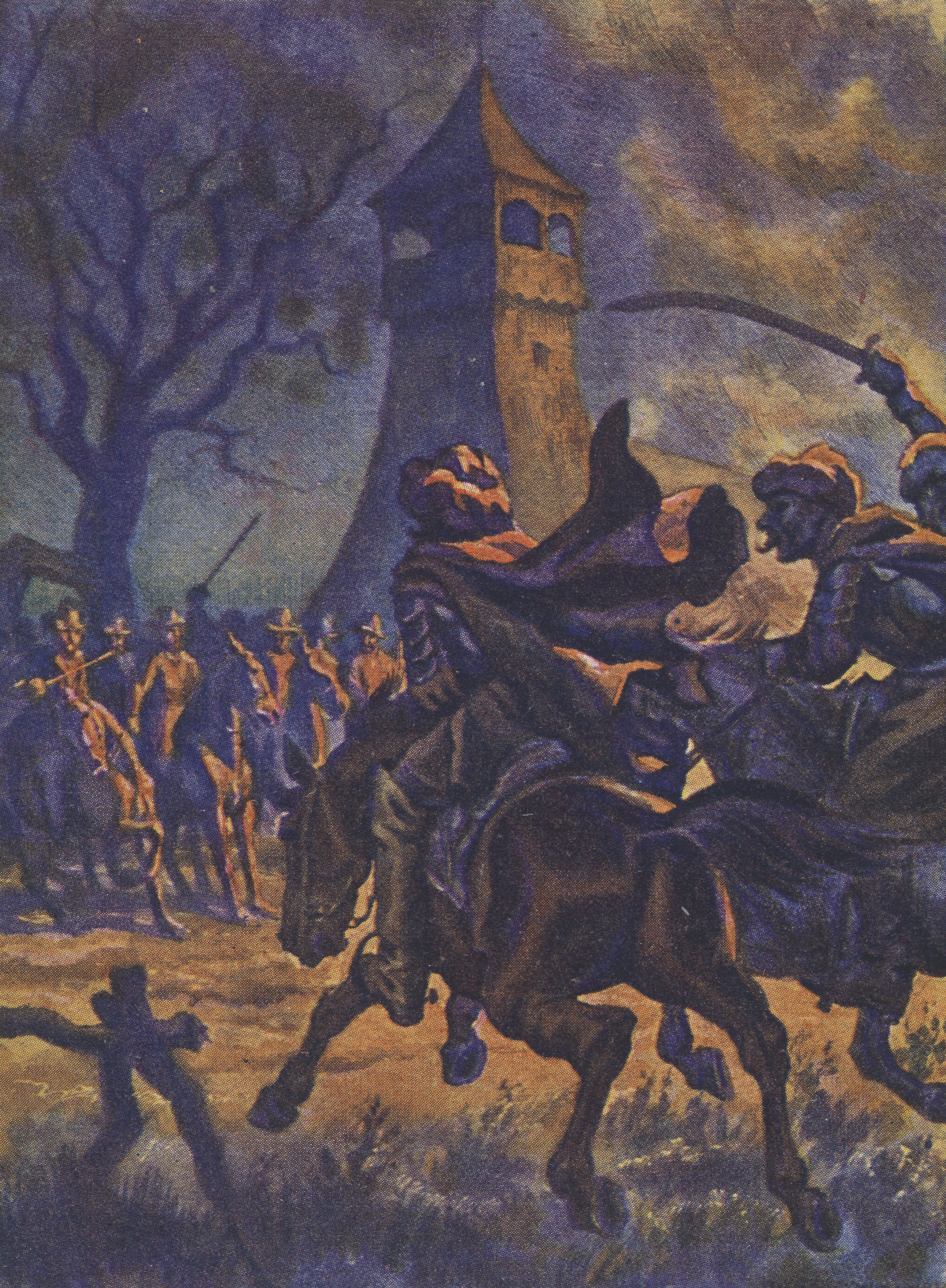
Laudańscy pod Klewanami (rys. Wacław Boratyński)

- Andrzej Kmicic
- Aleksandra Billewiczówna
- Jerzy Michał Wołodyjowski
- Jan Onufry Zagłoba
- hetman Janusz Radziwiłł
- Bogusław Radziwiłł

## Bohaterowie drugoplanowi
fikcyjni:
- Anusia Borzobohata-Krasieńska
- Józwa Butrym
- Kiemlicz i jego synowie: Kosma i Damian
- Roch Kowalski
- pułkownik Kuklinowski
- wachmistrz Soroka
- Jan Sakowicz, starosta oszmiański
- Jan Skrzetuski
- Stanisław Skrzetuski
- panna Franciszka Kulwiecówna
- miecznik rosieński Tomasz Billewicz
- Jaromir Kokosiński
- Ranicki herbu Suchekomnaty
- Rekuć-Leliwa herbu Leliwa
- Uhlik
- Kulwiec-Hippocentaurus
- Zend
- Harasimowicz
- Hassling-Ketling of Elgin
- Rzędzian
- Michał Stankiewicz
- Oskierko, radziwiłłowski pułkownik[a]

historyczni:
- Janusz Radziwiłł
- Bogusław Radziwiłł
- Jan Kazimierz
- księżna Gryzelda Wiśniowiecka
- Karol X Gustaw
- Augustyn Kordecki
- Jerzy Sebastian Lubomirski
- Jan Sobiepan Zamoyski
- Andrzej Karol Grudziński
- Krzysztof Opaliński
- Hieronim Radziejowski
- Arvid Wittenberg
- Wrzeszczowicz
- Stefan Czarniecki
- generał Burchard Miller
- Paweł Jan Sapieha
- Jan Ferdynand Sapieha[potrzebny przypis]
- Michał Kazimierz Radziwiłł
- szlachta zaściankowa z okolic Upity na Żmudzi: Butrymowie, Gościewicze, Domaszewicze

## Treść
Zaręczony z Oleńką Billewiczówną chorąży Andrzej Kmicic opowiada się początkowo po stronie Radziwiłłów – potężnego rodu magnackiego wspierającego Szwedów w ich najeździe na Rzeczpospolitą. Uznany przez szlachtę i narzeczoną za zdrajcę, postanawia się zrehabilitować. Pod przybranym nazwiskiem – Babinicz – bierze udział w obronie Jasnej Góry, własną piersią osłania króla Jana Kazimierza przed wrogami i bohatersko walczy z nieprzyjacielem do zakończenia wojny.
Pierwotnie „potop” miał oznaczać powszechne, zbrojne powstanie ludności polskiej, zalewające ze wszystkich stron wrogie wojska szwedzkie i wyzwalające w ten sposób ojczyznę.

## Wizja sienkiewiczowska a rzeczywistość
Opierając się na opisie oblężenia Jasnej Góry pióra ojca Augustyna Kordeckiego (Nowa Gigantomachia 1658), Sienkiewicz celowo pominął niektóre fakty sprzeczne z jego wizją pisania dla pokrzepienia serc, inne natomiast uwypuklił, nadając im znaczenie, które nie miało nic wspólnego z prawdziwym biegiem wydarzeń. Należy jednak pamiętać, że pisał powieść, a nie monografię historiograficzną.

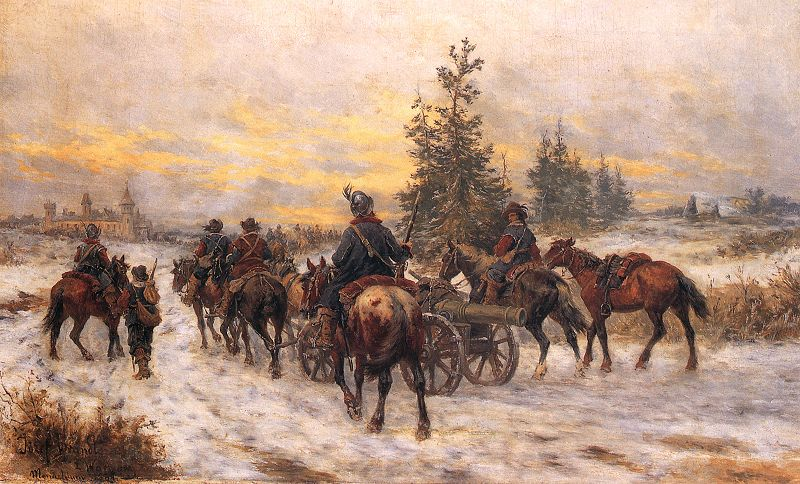
Pochód Szwedów do Kiejdan (mal. Józef Brandt)

Bezsprzecznym faktem historycznym jest, że twierdza jasnogórska była jednym z najsilniej ufortyfikowanych obiektów warownych I Rzeczypospolitej. Strategiczne było także jej położenie – flankowała Polskę od strony cesarskiego Śląska, skąd miała nadejść odsiecz sił Jana Kazimierza. Szwedzi rzeczywiście bezskutecznie ponawiali szturmy twierdzy. Gdy wojska szwedzkie zaprzestały oblężenia, nastąpił zwrot w dziejach potopu szwedzkiego – wierne Janowi Kazimierzowi oddziały na wieść o udanej obronie Jasnej Góry zawiązały konfederację tyszowiecką, a od strony Śląska uderzyły wojska polskie. Fakty historyczne podporządkowane są nadrzędnej idei ukazanej w Potopie, którą jest „pokrzepienie serc”. Wyjście z kryzysu i zwycięstwo dokonują się przede wszystkim na polu walki. Dostosowanie faktów do celu powieści wymagało wyostrzenia niektórych i zmniejszenia znaczenia innych. Przejaskrawiony zostaje na przykład obraz klęski i rozbicia kraju w przededniu ataku Szwedów na kraj. Chodziło o efekt artystyczny – uwydatnienie beznadziei, w której znalazła się Polska. Podobnie wyostrzony został obraz zdrady Polaków i powszechnego poddania się Szwedom. W przypadku poddania się Litwy brakowało dokładnych źródeł historycznych, dlatego też w dużej części opis ten jest zmyśleniem i kreacją Sienkiewicza. W powieści Gosiewski nie podpisał ugody kiejdańskiej, w rzeczywistości na akcie widnieje jego podpis. Przyjęcie aktu kiejdańskiego było negocjowane, nie mogło więc stanowić tak wielkiego zaskoczenia jak opisywane w powieści.
Wiadomo też, że wojsko nie zbuntowało się przeciwko Radziwiłłowi w trakcie uczty, ale znacznie później – w połowie września. Dla uwydatnienia wymowy dzieła zniekształcone zostały także motywy, które kierowały podpisaniem ugody przez Janusza Radziwiłła. W powieści kieruje nim przede wszystkim pycha i dążenie do zostania królem. W rzeczywistości na tę decyzję wpływały także okoliczności zewnętrzne, które zmuszały go do poszukiwania drogi wyjścia z trudnej sytuacji, czyli jednoczesnego zagrożenia ze strony Rosji (8 sierpnia 1655 roku zajęła Wilno) i Szwecji (10 sierpnia 1655 roku opanowała Dyneburg). W chwili podpisania ugody w Kiejdanach (20 X 1655), Warszawa (8 IX 1655) i Kraków (17 X 1655) były już w rękach Szwedów.

## Ekranizacje
- 1913: Obrona Częstochowy – polski film niemy (reż. Edward Puchalski). Film nie został ukończony[2].
- 1915: Potop – rosyjski film niemy (reż. Piotr Czardynin). Film nie zachował się do naszych czasów[3][4].
- 1974: Potop – polsko-radziecki film (reż. Jerzy Hoffman)[5]